# Witbeflijstergaai
De witbeflijstergaai (Garrulax monileger) is een zangvogel uit de familie Leiothrichidae.

## Verspreiding en leefgebied
Deze soort komt voor van de Himalaya tot oostelijk en zuidoostelijk Azië en telt tien ondersoorten:
- G. m. monileger: van de centrale Himalaya tot centraal Myanmar en westelijk Yunnan (zuidwestelijk China).
- G. m. badius: Mishmiheuvels (het uiterste noordoosten van India).
- G. m. stuarti: zuidoostelijk Myanmar en noordwestelijk Thailand.
- G. m. fuscatus: zuidelijk Myanmar en westelijk Thailand.
- G. m. mouhoti: zuidoostelijk Thailand en zuidelijk Indochina.
- G. m. pasquieri: centraal Vietnam.
- G. m. schauenseei: oostelijk Myanmar, noordelijk Thailand, noordelijk Laos en zuidelijk China.
- G. m. tonkinensis: zuidelijk China en noordelijk Vietnam.
- G. m. melli: zuidoostelijk China.
- G. m. schmackeri: Hainan (nabij zuidoostelijk China).

## Status
De grootte van de populatie is niet gekwantificeerd maar de soort wordt omschreven als algemeen in een groot deel van zijn verspreidingsgebied. Op de Rode lijst van de IUCN heeft deze soort de status niet bedreigd.